# Košarkarski klub Grosuplje
Košarkarski klub Grosuplje (KK Grosupplje) je košarkarski klub iz Grosuplja. Igralci kluba tekme igrajo v Dvorani Brinje, včasih pa tudi v telovadnici OŠ Louisa Adamiča. Ustanovljen je bil leta 1997. Od tega leta dalje se klubske selekcije redno udeležujejo prvenstvenih tekmovanj pod okriljem Košarkarske zveze Slovenije. 
Košarkarski klub Grosuplje so ustanovili grosupeljski ljubitelji košarke. Ustanovili pa so ga predvsem zaradi velikega interesa mladih igralcev, ki so takrat uspešno tekmovali v Šolski košarkarski ligi, v kateri še danes tekmuje OŠ Louisa Adamiča. Ustanovitelji Košarkarskega kluba Grosuplje so bili: Božidar Gabrijel, Iztok Gruden, Milan Hojč, Boris Legan, Nataša Perko, Ivan Ploj, Marija Podvršič, Brigita Repar, Marko Strojan, Davorin Tomažin in Bojan Vaupatič. Prvi člani upravnega odbora kluba so bili predsednik Božidar Gabrijel, tajnica Barbara Miklavčič in člani Iztok Gruden, Milan Hojč, Ivan Ploj, Stane Repar in Davorin Tomažin. 
Prvo leto se je uradnih prvenstvenih tekmovanj udeležila le moška pionirska ekipa. Z načrtnim in preudarnim delom, pa je Košarkarski klub Grosuplje oblikoval celotno piramido ekip (od najmlajših pionirjev do članov) v tekmovalnem sistemu. Sedaj je v Košarkarski klub Grosuplje vključenih več kot 70 igralcev. Leta 2008 pa je bil ustanovljen tudi Ženski košarkarski klub Grosuplje (ŽKK Grosuplje) v katerega je včlanjenih več kot 50 deklet. Košarkarski klub Grosuplje pa se lahko pohvali tudi z lastno košarkarsko šolo za učence od 1.-6. razreda osnovne šole. Na košarkarsko šolo so v klubu še prav posebej ponosni, saj se v njej svojih prvih košarkarskih korakov uči preko 120 deklet in fantov.

## Znameniti igralci
| - Igor Tratnik 3 seasons: '2004-2007 - Andraž Marinčič 3 seasons: '2005-2008 |